# 1442
- Wikisource

| Calendário gregoriano                                                        | 1442 MCDXLII                                           |
| Ab urbe condita                                                              | 2195                                                   |
| Calendário arménio                                                           | 891 – 892                                              |
| Calendário bahá'í                                                            | -402 – -401                                            |
| Calendário budista                                                           | 1986                                                   |
| Calendário chinês                                                            | 4138 – 4139 Início a 11 de fevereiro (aproximadamente) |
| Calendário copta                                                             | 1158 – 1159                                            |
| Calendário etíope                                                            | 1434 – 1435                                            |
| Calendários hindus - Vikram Samvat - Calendário nacional indiano - Cáli Iuga | 1497 – 1498 1363 – 1364 4542 – 4543                    |
| Calendário Holoceno                                                          | 11442                                                  |
| Calendário islâmico                                                          | 846 – 847                                              |
| Calendário judaico                                                           | 5202 – 5203                                            |
| Calendário persa                                                             | 820 – 821                                              |
| Calendário rúnico                                                            | 1692                                                   |
| Calendário solar tailandês                                                   | 1985                                                   |

1442 (MCDXLII, na numeração romana) foi um ano comum do século XV do Calendário Juliano, da Era de Cristo, e a sua letra dominical foi G (52 semanas), teve início numa segunda-feira e terminou também numa segunda-feira.
| Ano completo                         |
| ------------------------------------ |
| Ano comum com início à segunda-feira |

## Eventos
- O Papa Eugénio IV emite a "bula Etsis Suscepti", onde conforma a missão expansionista da Coroa portuguesa, dando-lhe o direito de reter, administrar e legar terras e ilhas do Atlântico, assim como concede indulgência dos pecados a todos os que defenderam Ceuta ou participaram nas expedições portuguesas contra os sarracenos no Norte de África.

## Nascimentos
- 28 de Abril - Rei Eduardo IV de Inglaterra (m. 1483).

## Mortes
- 23 de Fevereiro - Johannes de Gamundia, foi humanista, matemático, filósofo, teólogo, e astrônomo austríaco (n. 1380).
- 18 de Outubro - João, Infante de Portugal, Condestável de Portugal.
- Pierre Cauchon, Bispo Francês.